# 德勒河畔凯努瓦
德勒河畔凯努瓦（法語：Quesnoy-sur-Deûle，法語發音：[kenwa syʁ døl]）是法国上法兰西大区北部省的一个市镇，位于该省中部偏西北，属于里尔区和里尔欧洲都会区。

## 地理
德勒河畔凯努瓦（50°42'45"N, 2°59'58"E）面积14.36 平方千米，位于法国上法蘭西大區北部省，该省份为法国最北部的省份及最长的省份，西北濒北海，西接加来海峡省，南至埃纳省和索姆省，东与比利时接壤。
与德勒河畔凯努瓦接壤的市镇（或旧市镇、城区）包括：韦尔兰盖姆、旺布勒希、科米讷、德莱蒙、弗勒兰吉安、兰塞勒。
德勒河畔凯努瓦的时区为UTC+01:00、UTC+02:00（夏令时）。

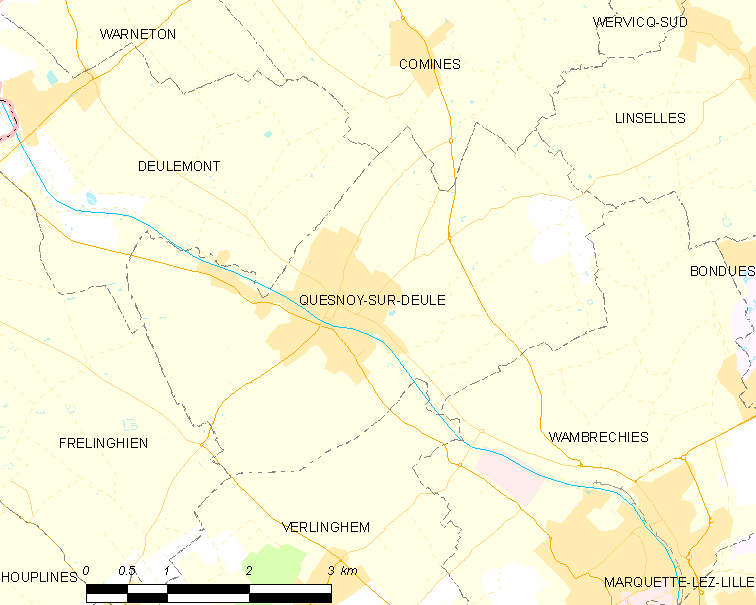
德勒河畔凯努瓦的OSM定位图

## 行政
德勒河畔凯努瓦的邮政编码为59890，INSEE市镇编码为59482。

## 政治
德勒河畔凯努瓦所属的省级选区为朗贝萨尔县。

## 人口

1962-2008年间德勒河畔凯努瓦人口变化图示

德勒河畔凯努瓦于2022年1月1日时的人口数量为6863人。